# Gargi Vachaknavi
Gargi Vachaknavi (nascida por volta do século VII a.C.) foi uma antiga filósofa indiana. Na literatura védica, ela é homenageada como uma grande filósofa natural, expositora renomada dos Vedas, e conhecida como Brahmavadini, uma pessoa com conhecimento de Brahma Vidya. No sexto e oitavo Brâmana da Brihadaranyaka Upanishad, seu nome é proeminente ao participar do brahmayajna, um debate filosófico organizado pelo rei Janaka de Videha, e ela desafia o sábio Yajnavalkya com perguntas desconcertantes sobre a questão do atman (alma). Diz-se também que ela escreveu muitos hinos no Rigveda. Ela permaneceu celibatária a vida toda e era tida em veneração pelos hindus convencionais.

## Vida inicial
Gargi era filha do sábio Vachaknu na linhagem do sábio Garga (c. 800-500 a.C.) e, portanto, recebeu o nome de seu pai como Gargi Vachaknavi. Desde tenra idade, Vachaknavi era muito intelectual. Ela adquiriu conhecimento dos Vedas e das escrituras e tornou-se conhecida por sua proficiência nesses campos da filosofia; ela realizou debates intelectuais com outros filósofos e até superou os homens em seu conhecimento. 

## Mais tarde na vida
Gargi, juntamente com Vadava Pratitheyi e Sulabha Maitreyi, estão entre as mulheres de destaque que figuram nos Upanishads. Ela tinha tanto conhecimento em Vedas e Upanishads quanto os homens dos tempos védicos e podia muito bem contestar os filósofos homens em debates. O nome dela aparece nos Grihya Sutras de Asvalayana. Diz-se que ela teria despertado sua Kundalini (energia espiritual interna) de alma realizada. Ela foi uma das principais estudiosas que também fez valiosas contribuições para propagar a educação.

## Debate com Yajnavalkya
Segundo Brihadaranyaka Upanishad, o rei Janaka, do Reino de Videha, realizou um Rajasuya Yagna e convidou todos os sábios, reis e princesas da Índia a participar. O yagna durou muitos dias. Grandes quantidades de sândalo, ghi (manteiga clarificada) e cevada (cereal) foram oferecidas ao fogo Yagna, criando uma atmosfera de santidade e aroma espirituais. O próprio Janaka, sendo um estudioso, ficou impressionado com a grande reunião de sábios instruídos. Ele pensou em selecionar um estudioso do grupo reunido de estudiosos de elite, o mais realizado de todos, que possuía o máximo conhecimento sobre Brahman. Para esse fim, ele desenvolveu um plano e ofereceu um prêmio de 1.000 vacas, com cada vaca tendo pendurados 10 gramas de ouro em seus chifres. A constelação de estudiosos, além de outros, incluía o renomado sábio Yajnavalkya e Gargi Vachaknavi. Yajnavalkya, que estava ciente de que ele era o mais instruído espiritualmente entre a assembleia reunida, pois havia dominado a arte da Kundalini Yoga, ordenou ao seu discípulo Samsrava que deslocasse o rebanho de vacas para sua casa. Isso enfureceu os estudiosos ao sentirem que ele estava conquistando o prêmio sem contestar em um debate. Alguns pânditas (estudiosos) locais não se voluntariaram para debater com ele, pois não tinham certeza de seus conhecimentos. No entanto, houve oito sábios de renome que o desafiaram para um debate, que incluía Gargi, a única dama no arranjo da reunião dos eruditos.
Sábios como Asvala, o sacerdote da corte de Janaka, Artabhaga, Bhujyu, Ushasta e Uddalaka debateram com ele e fizeram perguntas sobre assuntos filosóficos aos quais Yajnavalkya forneceu respostas convincentes e eles perderam o debate. Foi então a vez de Gargi aceitar o desafio. Gargi, como uma das participantes do debate, questionou Yajnavalkya sobre sua reivindicação de superioridade entre os estudiosos. Ela manteve repetidas discussões com ele. O permuta de Gargi e Yajnavalkya centrou-se na "urdidura" final da realidade ("urdidura", como estrutura de filamento básica no tecido, ao fundo de uma trama, significa "o fundamento básico ou material de uma estrutura ou entidade). Seu diálogo inicial com Yajnavalkya tendeu a ser metafísico demais, como sobre o estado indelével sem fim da alma, longe de situações práticas. Ela então mudou sua abordagem e perguntou-lhe questões relacionadas ao meio ambiente existente no mundo, a questão da própria origem de toda a existência. Sua pergunta era específica quando ela perguntou-lhe "uma vez que este mundo inteiro é tecido de um lado para o outro (trançado) na água, sobre o que então é tecido de um lado para o outro", uma questão relacionada à metáfora cosmológica comumente conhecida que expressava a unidade do mundo, sua interconexão essencial. No Brihadaranyaka Upanishad (3.6), a sequência dela fazendo várias perguntas para Yajnavalkya e suas respostas é narrada como:
| “ | Sobre o ar, Gargi. Em Quê, então, é o ar tecido de um lado para o outro? Sobre as regiões intermediárias, Gargi. Em quê, então, são os mundos das regiões intermediárias tecidos para frente e atrás. Sobre os mundos dos Gandharvas, Gargi | ” |

Ela continuou com uma série de perguntas tais como o que era o universo dos sóis, o que eram a lua, as estrelas, os deuses, Indra e Prajapati. Gargi então continuou com mais duas perguntas. Gargi instou Yajnavalkya para esclarecê-la sobre o tecido da realidade e perguntou:
| “ | Aquilo, ó Yajnavalkya, que está acima do céu, isto que está abaixo da terra, aquilo que está entre estes dois, céu e terra, aquilo que as pessoas chamam de passado e presente e futuro - através do que é tecido, urdido e trançado?" Yagnavalakaya respondeu "Akasa [ Éter, Céu ou Espaço ]" | ” |

Gargi não ficou satisfeita e, em seguida, fez a próxima pergunta:
| “ | “Diga-me então, em que o espaço se fia e confia como a trama e a urdidura?" Yajnavalkya respondeu: Em verdade, ó Gargi, se alguém realiza sacrifícios e adoração e suporta austeridade neste mundo por muitos milhares de anos, mas sem saber aquele Imperecível (Akshara), de fato limitado é esse [trabalho] dele. Através deste Imperecível está o invisível, ó Gargi, é que se tece o espaço, urdido e trançado. | ” |

Então ela fez uma pergunta final, sobre o que era Brâman (mundo do Imperecível)? Yagnavalakya pôs fim ao debate dizendo a Gargi para não prosseguir, pois, caso contrário, ela perderia o equilíbrio mental. Essa resposta encerrou diálogo além na conferência dos eruditos. No entanto, no final do debate, ela concedeu ao conhecimento superior de Yajnavalkya dizendo: "veneráveis brâmanes, podem considerar uma grande coisa se sair curvando-se diante dele. Ninguém, acredito, irá derrotá-lo em qualquer argumento sobre Brahman."
Suas visões filosóficas também encontram menção na Chandogya Upanishad. Gargi, como Brahmavadini, compôs vários hinos no Rigveda (em X 39. V.28) que questionavam a origem de toda a existência. O Yoga Yajnavalkya, um texto clássico sobre Yoga, é um diálogo entre Gargi e o sábio Yajnavalkya. Gargi foi homenageada como uma das Navaratnas (nove jóias) na corte do rei Janaka de Mitila.